# Nothembius insulae
Nothembius insulae är en mångfotingart som beskrevs av Chamberlin 1916. Nothembius insulae ingår i släktet Nothembius och familjen stenkrypare. Inga underarter finns listade i Catalogue of Life.